# Palazzo Subiani-Ducci
Il palazzo Subiani-Ducci è un palazzo che si trova a Subbiano in provincia di Arezzo.

## Storia
Attualmente di proprietà della famiglia Ducci, reca sulla facciata lo stemma in pietra di Giacinto Subiani, arcivescovo di Edessa e suffraganeo di Costantinopoli nel 1684, raffigurante un leone e un toro d’oro rampanti a un rovere pure d’oro, sormontato da un cappello prelatizio. Originari di Pigli, nella campagna circostante Subbiano, detti poi “da Subiano, Subiani o Subiano”, dal nome della località principale, in cui già nei primi decenni del Quattrocento possedevano terre, case coloniche e anche un mulino ed una gualchiera sul fiume Arno, essi si inurbano in Arezzo nel 1480 con Bartolo di Pigli pur mantenendo, lui ed i suoi discendenti, le proprietà e le cariche amministrative nella Podesteria di Subbiano. L’ascesa sociale della famiglia subì un’accelerazione quando il nipote di Bartolo, Antonio di Pigli da Subiano, per i suoi meriti di insigne giureconsulto (fu Auditore militare al servizio del Duca Cosimo I de' Medici), ottenne nel 1551, per sé e per i suoi discendenti e collaterali, il primo grado della cittadinanza aretina (il Gonfalonierato) e nel 1555 anche la cittadinanza fiorentina.
Questo palazzo, il cui stemma è sormontato da un cappello prelatizio, appartenne probabilmente al ramo della famiglia che discendeva da Bartolomeo di Bartolo, che ebbe tra i suoi membri molti uomini di Chiesa: in particolare vicari dei Vescovi di Arezzo, come Anton Maria di Gregorio (morto nel 1704), Gregorio Maria di Stefano (1674-1752) e Bartolo di Lazzero (1728- 1795). Questo ramo della famiglia, che nel 1782 fu ascritto anche al patriziato fiorentino, si estinse nel 1928 con Rodolfo di Giacinto Subiani. Egli, patriota fervente, mecenate, collezionista, archeologo dilettante, fu anche un grande benefattore.